# Lomographa nubeculata
Lomographa nubeculata là một loài bướm đêm trong họ Geometridae.